# Murasame (lớp tàu khu trục) (1994)
| Tàu khu trục lớp Murasame         | Tàu khu trục lớp Murasame                                             | Tàu khu trục lớp Murasame                            |
| --------------------------------- | --------------------------------------------------------------------- | ---------------------------------------------------- |
| JS Samidare (DD-106)              |                                                                       |                                                      |
| Khái quát về lớp tàu              |                                                                       |                                                      |
| Kiểu                              | Tàu khu trục                                                          | Tàu khu trục                                         |
| Bên sử dụng                       | Hải quân Nhật Bản                                                     | Hải quân Nhật Bản                                    |
| Bên chế tạo                       | Ishikawajima Harima Heavy Industries                                  | Ishikawajima Harima Heavy Industries                 |
| Bên chế tạo                       | Mitsui Engineering & Shipbuilding                                     |                                                      |
| Bên chế tạo                       | Mitsubishi Heavy Industries                                           |                                                      |
| Bên chế tạo                       | Sumitomo Heavy Industries                                             |                                                      |
| Thời gian đóng                    | 1993 - 2002                                                           | 1993 - 2002                                          |
| Thời gian hoạt động               | 1996 - nay                                                            | 1996 - nay                                           |
| Lớp trước                         | DD：Tàu khu trục lớp Asagiri                                          | DD：Tàu khu trục lớp Asagiri                         |
| Lớp sau                           | DD: Tàu khu trục lớp Takanami                                         | DD: Tàu khu trục lớp Takanami                        |
| Đặc điểm khái quát                |                                                                       |                                                      |
| Trọng tải choán nước              | Tiêu chuẩn 4,550 tấn                                                  | Tiêu chuẩn 4,550 tấn                                 |
| Trọng tải choán nước              | Đầy tải 6,100 tấn                                                     |                                                      |
| Độ dài                            | 151m                                                                  | 151m                                                 |
| Sườn ngang                        | 17.4m                                                                 | 17.4m                                                |
| Mớn nước                          | 5.2m                                                                  | 5.2m                                                 |
| Hệ thống động lực                 | Hệ thống COGAG                                                        | Hệ thống COGAG                                       |
| Hệ thống động lực                 | Động cơ tuabin khí Ishikawajima Harima LM2500                         | 2                                                    |
| Hệ thống động lực                 | Động cơ tuabin khí Kawashaki Spey SM1C                                | 2                                                    |
| Hệ thống động lực                 | Máy phát điện diesel                                                  | 1                                                    |
| Hệ thống động lực                 | Máy phát điện tuabin khí Kawasaki M1A-25                              | 3                                                    |
| Tốc độ                            | 30 hải lý/h (56 km/h)                                                 | 30 hải lý/h (56 km/h)                                |
| Phạm vi hoạt động                 | 4,500 hải lý                                                          | 4,500 hải lý                                         |
| Thủy thủ đoàn                     | 165                                                                   | 165                                                  |
| Vũ trang                          | Pháo hạm Mk-75 OTO Melara 76mm/62                                     | 1                                                    |
| Vũ trang                          | Hệ thống Mk-15 Vulcan Phalanx CIWS                                    | 2                                                    |
| Vũ trang                          | RIM-162 ESSM (16 ống phóng)                                           | 1                                                    |
| Vũ trang                          | SSM-1B Type 90 (4 ống phóng)                                          | 2                                                    |
| Vũ trang                          | RUM-139 VL ASROC (16 ống phóng)                                       | 1                                                    |
| Vũ trang                          | Dàn phóng ngư lôi 3 ống phóng HOS-302                                 | 2                                                    |
| Trực thăng săn ngầm               | SH-60K Sea Hawk                                                       | 1                                                    |
| Hệ thống điều khiển hỏa lực (FCS) | FCS-2-31                                                              | 1                                                    |
| C4I                               | Hệ thống định hướng chiến đấu OYQ-9B CDS                              | Hệ thống định hướng chiến đấu OYQ-9B CDS             |
| C4I                               | Hệ thống kiểm soát tác chiến chống ngầm OYQ-103 ASWCS                 |                                                      |
| Cảm biến/radar                    | Radar quét mạng pha điện tử chủ động AESA OPS-24B                     | 1                                                    |
| Cảm biến/radar                    | Radar định vị nhận dạng và theo dõi mục tiêu mặt nước OPS-28D         | 1                                                    |
| Cảm biến/radar                    | Radar chuyển hướng, dẫn đường OPS-20                                  | 1                                                    |
| Sonar                             | Sonar kết hợp chủ/bị động phát hiện và xác định vị trí tàu ngầm OQS-5 | 1                                                    |
| Sonar                             | Sonar kiểu mảng kéo OQR-2                                             | 1                                                    |
| Hệ thống tác chiến điện tử        | Hệ thống chiến tranh điện tử tích hợp ESM/ECM NOLQ-3                  | Hệ thống chiến tranh điện tử tích hợp ESM/ECM NOLQ-3 |
| Hệ thống tác chiến điện tử        | Hệ thống nhử mồi ngư lôi kiểu mảng kéo AN/SLQ-25 Nixie                |                                                      |
| Hệ thống tác chiến điện tử        | Thiết bị phóng mồi bẫy Mk.137                                         | 4                                                    |

Tàu khu trục lớp Murasame (tiếng Nhật: むらさめ型護衛艦) là một lớp tàu khu trục (DD) thuộc biên chế của Lực lượng Phòng vệ trên biển Nhật Bản (JMSDF). Đây là lớp tàu khu trục thế hệ thứ ba mang tên Murasame được phát triển bởi công nghiệp quốc phòng Nhật Bản kể từ sau Chiến tranh thế giới thứ 2. Chương trình đóng mới tàu khu trục lớp Murasame được thực hiện bởi Nhà máy đóng tàu Tokyo số 1 của Ishikawajima Harima Heavy Industries, Nhà máy đóng tàu Tamano của Mitsui Engineering & Shipbuilding, Nhà máy đóng tàu Uraga, Yokosuka của Sumitomo Heavy Industries và Nhà máy đóng tàu Nagasaki của Mitsubishi Heavy Industries. Chi phí đóng mới mỗi tàu là 60,9 tỷ yên.

## Lịch sử phát triển

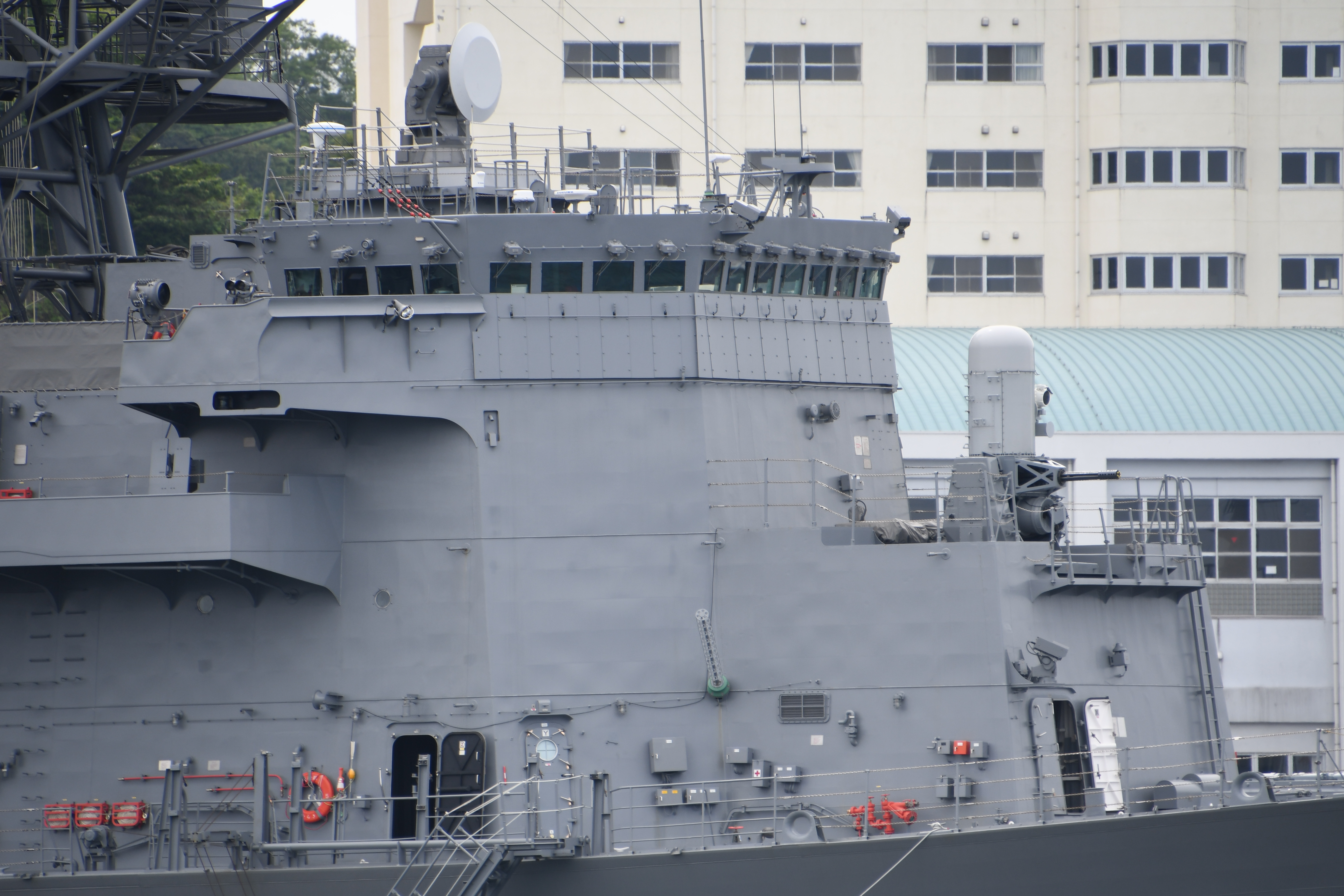
Cận cạnh phần thượng tầng phía trước của JDS Murasame (DD-101).

Tàu khu trục lớp Murasame được phát triển từ tàu khu trục lớp Asagiri. Các tàu này là sự phát triển của các thiết kế tàu khu trục nội địa kết hợp với các công nghệ của tàu khu trục lớp Arleigh Burke của Mỹ. Biến thể tàu khu trục đa năng giá rẻ mà trong các nhiệm vụ chính của nó có phòng thủ chống ngầm và tác chiến chống tàu nổi đối phương và phòng không. Chiếc đầu tiên của dự án được đưa vào hoạt động từ năm 1996. Đến năm 1999, trong thành phần Lực lượng Phòng vệ trên biển Nhật Bản đã có 4 tàu khu trục thuộc lớp này (JDS Murasame, JDS Harusame, JDS Yudachi và JDS Kirisame). Vào năm 2000, thêm 2 tàu nữa được khởi công (JDS Inazuma và JDS Samidare). Năm 2002, Nhật Bản tiếp tục đóng thêm 3 tàu nữa.
Chương trình đóng các tàu khu trục này được tiếp nhận sau khi Bộ tư lệnh Lực lượng Phòng vệ trên biển Nhật Bản quyết định dừng chương trình đóng mới các tàu khu trục lớp Kongo. Ban đầu, Nhật dự định đóng 14 tàu khu trục lớp Murasame, nhưng trong quá trình đóng, phát hiện ra là thiết kế của tàu có khả năng để tiếp tục phát triển. Kết quả là 5 tàu cuối cùng đã được cải tiến và được đổi tên thành tàu khu trục lớp Takanami. Hiện tại có tất cả chín chiếc tàu khu trục lớp Murasame đang hoạt động trong biên chế Lực lượng Phòng vệ trên biển Nhật Bản và đây cũng là lớp tàu khu trục được sử dụng nhiều nhất của JMSDF.
Nhìn bề ngoài, Murasame có thiết kế thủy động lực học hoàn toàn mới so với các thiết kế tàu chiến Nhật Bản từng đóng trước đó. Thân tàu có hình chữ V cổ điển, được thiết kế với khả năng tàng hình nhẹ và được chia thành 15 khoang kín nước làm tăng khả năng nổi trong trường hợp bị trúng đạn. Phần thân tàu phía dưới nước được trang bị vây ổn định nhằm làm tăng độ ổn định cho tàu trong điều kiện di chuyển tốc độ cao. Hai bên mạn tàu được thiết kế hơi dốc nhằm làm giảm diện tích phản hồi radar RCS, ngoài ra bề mặt tàu được phủ một lớp sơn đặc biệt có khả năng hấp thu sóng điện từ. 
Cấu trúc thượng tầng của tàu được làm bằng hợp kim nhôm, gia cố thêm nhựa thủy tinh để làm giảm khối lượng, cột buồm được thiết kế thẳng đứng để phù hợp với điều kiện thời tiết khắc nghiệt của mùa đông Nhật Bản. Thiết kế này làm giảm tới 60% diện tích phản hồi radar và cự ly phát hiện Murasame cũng giảm đi rất nhiều nếu so sánh với các chiến hạm tương đương. Tàu có chiều dài 151 mét, rộng 17,4 mét, mớn nước 5,2 mét, lượng giãn nước tiêu chuẩn 4.500 tấn, đầy tải 6.100 tấn. Biên chế thủy thủ đoàn của tàu là 165 người.

## Hệ thống điện tử

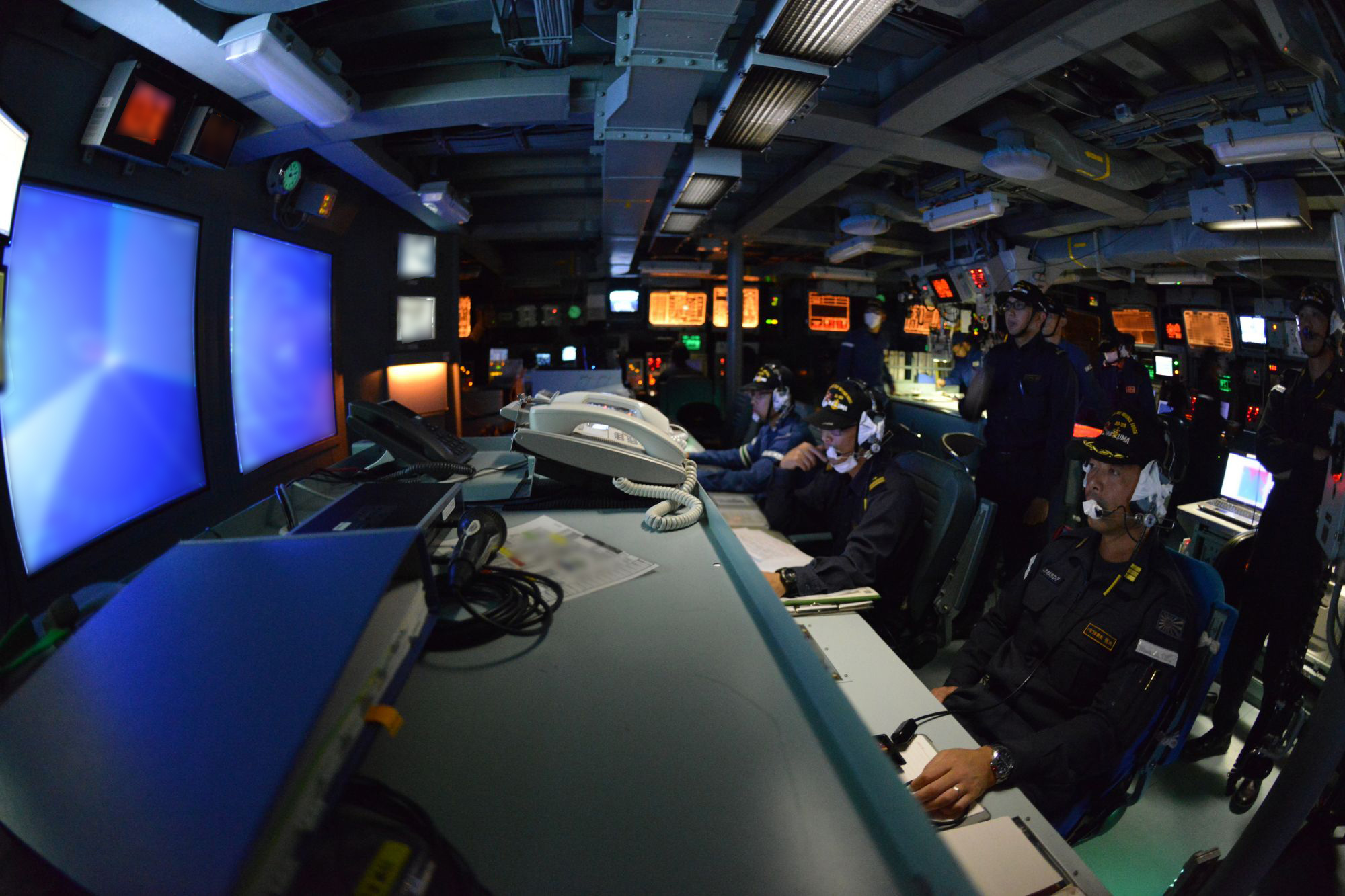
Bên trong phòng chỉ huy tác chiến (CIC) của tàu JS Inazuma (DD-105), ISEAD2018, Ấn Độ Dương, ngày 29 tháng 9 năm 2018.

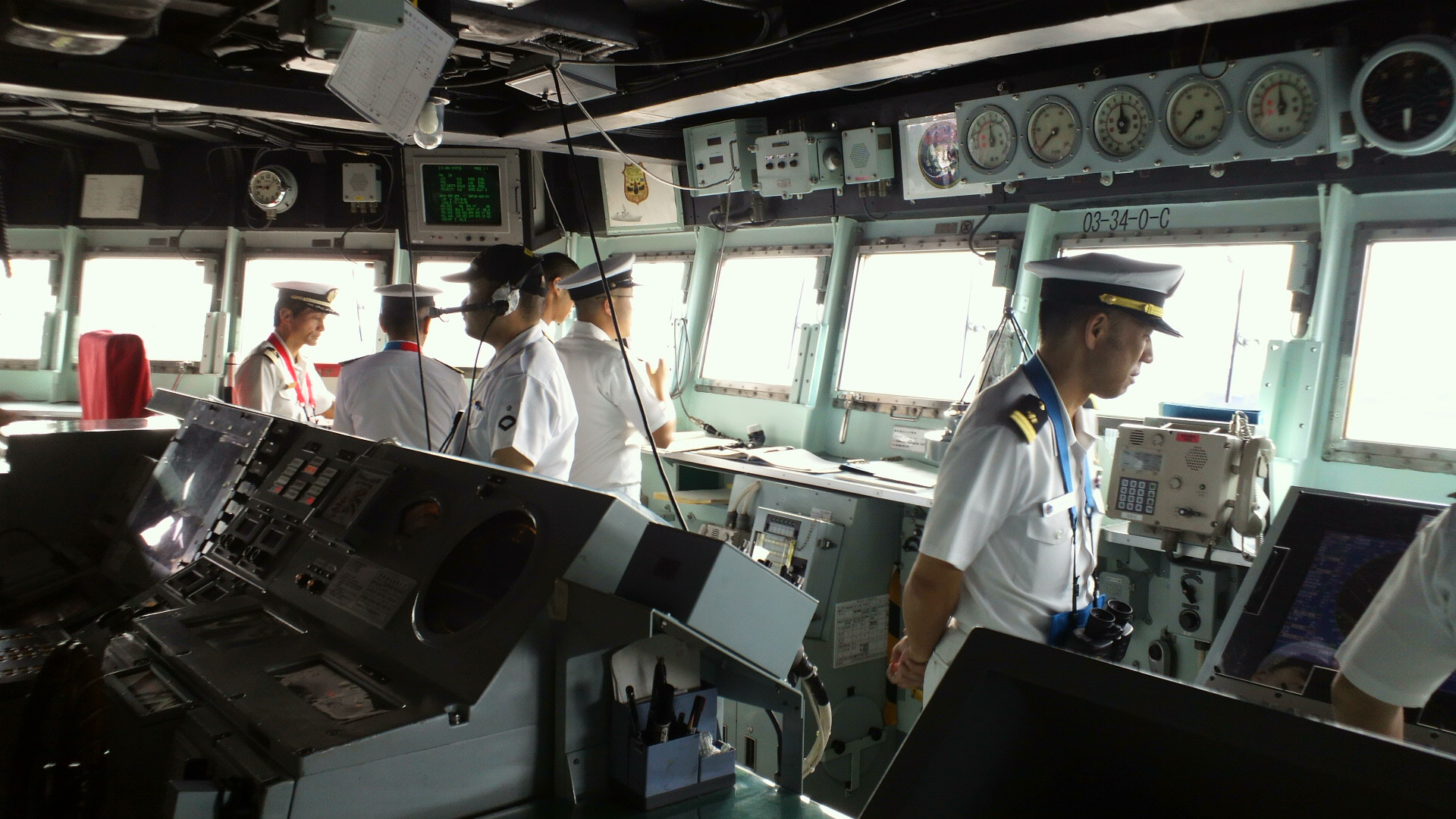
Phòng điều khiển của tàu JDS Inazuma (DD-105).

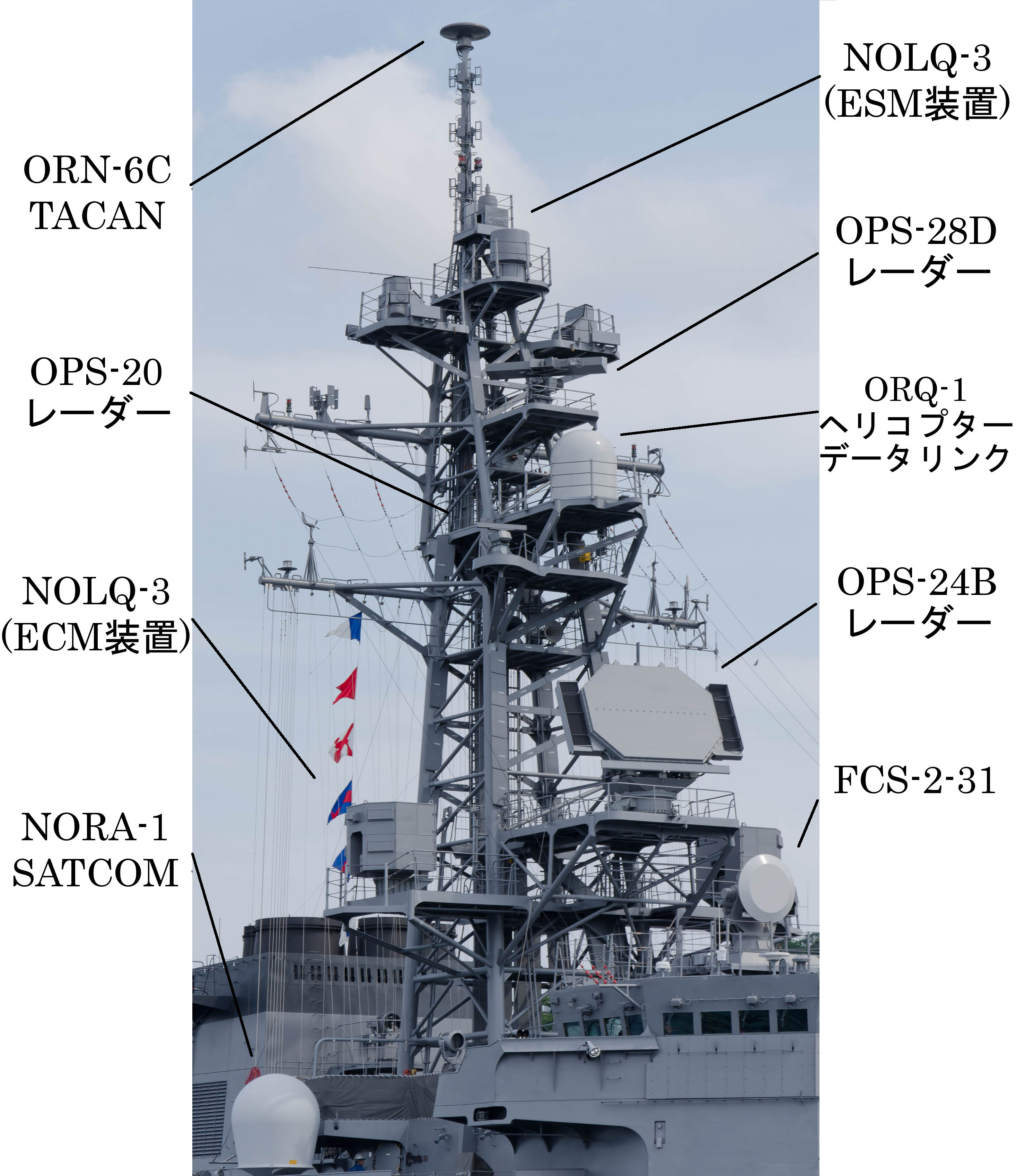
Hệ thống radar bố trí trên cột buồm tàu JDS Ariake (DD-109)

### C4I
Phòng chỉ huy chiến đấu (CIC), trung tâm chỉ huy của tàu, được lắp đặt trên boong thứ hai, và thiết bị xử lý thông tin chiến thuật cốt lõi của tàu là hệ thống định hướng chiến đấu OYQ-9B CSD. Hệ thống định hướng chiến đấu OYQ-9B được trang bị hệ thống máy tính điều khiển AN/UYK-43, AN/UYK-44 và máy trạm AN/UYQ-21. Các máy tính trung tâm với tốc độ xử lý dữ liệu khoảng 10 Mbit/giây sẽ tự động tính toán, đánh giá dữ liệu về mục tiêu và phân bố đến các hệ thống vũ khí. Một hệ thống hiển thị với 2 màn hình LCD tương tự như ADS Mk-2 của hệ thống Aegis cũng được lắp đặt, hệ thống này cung cấp hiển thị các hình ảnh phức tạp khác nhau về môi trường chiến thuật. Hệ thống OYQ-9B cho phép tàu khu trục Murasame đối phó hiệu quả với các mục tiêu, đặc biệt là các mục tiêu dưới nước.
Ngoài ra, tàu còn được trang bị hệ thống kiểm soát tác chiến chống ngầm OYQ-103 ASWCS, cho phép kết nối kỹ thuật số với mọi hệ thống vũ khí. Nó được trang bị link 11 và link 14 làm liên kết dữ liệu, và hệ thống liên kết dữ liệu ORQ-1 TAC để kết nối với thiết bị xử lý thông tin chiến thuật trực thăng (HCDS) của trực thăng săn ngầm SH-60J/K. ORQ-1 được thay bằng loại ORQ-1B hiện đại hơn trên JS Harusame và các tàu trở về sau của lớp.
Đối với liên lạc vệ tinh, tàu đươc trang bị hệ thống liên lạc vệ tinh NORA-1C (hoạt động trên băng tần X) dùng để kết nối với vệ tinh SUPERBIRD B2 và NORQ-1 (hoạt động trên băng tần Ku).

### Tác chiến phòng không
Về hệ thống điều khiển hỏa lực (FCS), tàu được trang bị  FCS-2-2x cho pháo hạm Mk-75 OTO Melara 76mm/62 (GFCS) và FCS-2-12 dùng để đẫn bắn tên lửa hải đối không RIM-162 ESSM (MFCS). Ban đầu, các tàu lớp Murasame dự định được trang bị FCS-3, đây là hệ thống điều khiển thế hệ mới FCS-3 có thể dẫn bắn nhiều loại tên lửa khác nhau, nhưng điều này không thể thể thực hiện do chương trình phát triển FCS-3 bị trì hoãn. Hiện nay, các hệ thống điều khiển hỏa lực cũ đã được thay thế bằng  hai bộ radar điều khiển hỏa lực FCS-2-31 do Nhật tự sản xuất, FCS-2-31 cho phép đối phó với hai mục tiêu cùng một lúc.
Về radar giám sát phòng không, Murasame được trang bị radar quét mạng pha điện tử chủ động (AESA) OPS-24B do Nhật tự thiết kế. Radar OPS-24B được lắp trên một bệ ở phần trước cột tàu. Đây là một radar giám sát trên không 3 tọa độ, hoạt động ở băng tần L với phạm vi tìm kiếm mục tiêu trên không khoảng 200 km, 50 km với các mục tiêu tên lửa chống hạm. Radar này có khả năng phát hiện 50-60 mục tiêu cùng lúc. 

### Tác chiến mặt nước
Về tác chiến mặt nước, tàu được trang bị radar định vị nhận dạng và theo dõi mục tiêu mặt nước OPS-28-D và radar chuyển hướng, dẫn đường OPS-20. Radar OPS-28-D được đánh giá tương đương với radar AN/Mk-32 do Mỹ sản xuất, OPS-28-D hoạt động trên băng tần C và có khả năng phát hiện mục tiêu tầm xa hiệu quả, OPS-28-D không chỉ được sử dụng để phát hiện mục tiêu mặt nước mà còn dùng để phát hiện tên lửa hành trình tầm thấp.

### Tác chiến chống ngầm
Hệ thống kiểm soát tác chiến chống ngầm OYQ-103 ASWCS được đánh giá tương đương với hệ thống AN/SQQ-89 ASWCS do Mỹ sản xuất. Hệ thống kiểm soát tác chiến chống ngầm OYQ-103 ASWCS bao gồm sonar kiểu mảng kéo OQR-2 TASS và sonar kết hợp chủ/bị động phát hiện và xác định vị trí tàu ngầm OQS-5. OQS-5 là loại sonar hoạt động trên tần số thấp. Anten của OQS-5 được được gắn cố định trong quả cầu hình giọt nước ở mũi tàu, anten được tách rời khỏi các khoang trên tàu bằng bộ phận cách âm, giảm tối thiểu nhiễu thủy âm khi sonar hoạt động. Hệ thống QYQ-103 được thay thế bằng QYQ-103B trên tàu JS Kirisame (DD-106) và QYQ-103C trên tàu JS Ikazuchi (DD-108).
Ngoài ra, tàu còn có hệ thống nhử mồi ngư lôi kiểu mảng kéo AN/SLQ-25 Nixie do Công ty Argon ST Fairfax, Virginia, sản xuất. AN/SLQ-25 Nixie bao gồm một số mồi bẫy được kéo bằng dây phía sau tàu. Những mồi bẫy này sẽ có khả năng mô phỏng tiếng động phát ra đúng với tần số của các thiết bị trong tàu như động cơ, buồng máy với cường độ lớn hơn để lôi kéo các loại ngư lôi sử dụng đầu dò sonar thụ động về phía nó thay vì lao về phía tàu chiến.

### Tác chiến điện tử
Phương thức "bảo vệ mềm" (soft-kill) của Murasame bao gồm hệ thống chiến tranh điện tử NOLQ-3-2 ESM/ECM (có tính năng tương đương với loại AN/SLQ-32 của Mỹ) và hệ thống mồi bẫy Mk-137 SRBOC. Hệ thống chiến tranh điện tử NOLQ-3-2 ESM/ECM dùng để dò tìm tín hiệu vô tuyến phát từ radar tàu và tên lửa đối phương, đồng thời phát tín hiệu gây nhiễu làm nhiễu đầu dò radar của tên lửa chống hạm, khiến chúng bám theo các mục tiêu ảo hoặc giảm tầm hiệu quả của đầu dò, cho phép tàu tránh được tên lửa. Hệ thống Mk-137 SRBOC thường kết hợp với hệ thống chiến tranh điện tử NOLQ-3-2 ESM/ECM. Cơ chế hoạt động của nó là phóng ra các rocket thả lá nhôm, tạo ra mục tiêu giả, gây nhầm lẫn cho đầu dò của tên lửa đang hướng đến.

## Tên lửa

### Tên lửa chống ngầm RUM-139 VL-ASROC

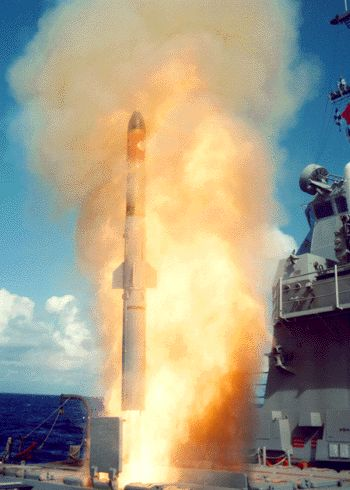
Tên lửa chống ngầm RUM-139 VL ASROC

Tàu khu trục lớp Murasame được trang bị hệ thống phóng thẳng đứng VLS Mk-41 mod 9 (16 ống phóng) lắp đặt ở phía mũi tàu. Hệ thống Mk-41 mod 9 sử dụng tên lửa chống ngầm RUM-139 VL ASROC. RUM-139 VL-ASROC được Tập đoàn Lockheed Martin (Mỹ) phát triển vào năm 1983 và chính thức chấp nhận đưa vào trang bị năm 1993. RUM-139 VL-ASROC là loại tên lửa chống ngầm có hai tầng động cơ phản lực nhiên liệu rắn, động cơ tầng thứ nhất là động cơ tăng tốc lấy độ cao, động cơ tầng thứ hai là động cơ hành trình nhiên liệu rắn.
RUM-139 VL ASROC có chiều dài 4,5m, đường kính thân 0,38m, trọng lượng 820 kg và đạt tầm bắn 28 km. Tên lửa mang một quả ngư lôi chống ngầm hạng nhẹ Mk-46.
Khi có thông tin phát hiện tọa độ khu vực hoạt động của tàu ngầm đối phương từ hệ thống radar, các thông tin, dữ liệu về tọa độ mục tiêu, quỹ đạo đường đạn sẽ được truyền tải đến hệ thống máy tính điều khiển của tàu. Từ bàn điều khiển, các binh sĩ sẽ tiến hành triển khai các hoạt động chuẩn bị tên lửa, nạp dữ liệu mục tiêu vào bộ nhớ máy tính tên lửa và phóng tên lửa. Hệ thống dẫn đường quán tính được sử dụng khi bay tiếp cận vị trí của mục tiêu trong cơ sở dữ liệu  Ở một vị trí định sẵn trên quỹ đạo đường bay, ngư lôi sẽ tự tách khỏi tên lửa và rơi xuống biển bằng dù hãm, việc này sẽ giúp giảm thiểu tối đa âm thanh khi rơi xuống nước. Sau khi cắt dù, ngư lôi tự kích hoạt bộ phận tự dẫn để thực hiện hoạt động tìm kiếm và tấn công mục tiêu. Điểm mạnh của tên lửa này là sử dụng tốc độ cao của tên lửa để nhanh chóng tiêu diệt tàu ngầm khi nó bị phát hiện. RUM-139 VL ASROC thường sử dụng cơ chế bắn loạt nhiều tên lửa về phía khu vực có tàu ngầm nên xác suất tiêu diệt mục tiêu rất cao. Ngoài ra, nó cũng có khả năng tự hủy sau một thời gian nếu tìm không thấy mục tiêu.

### Tên lửa hải đối không RIM-162 ESSM

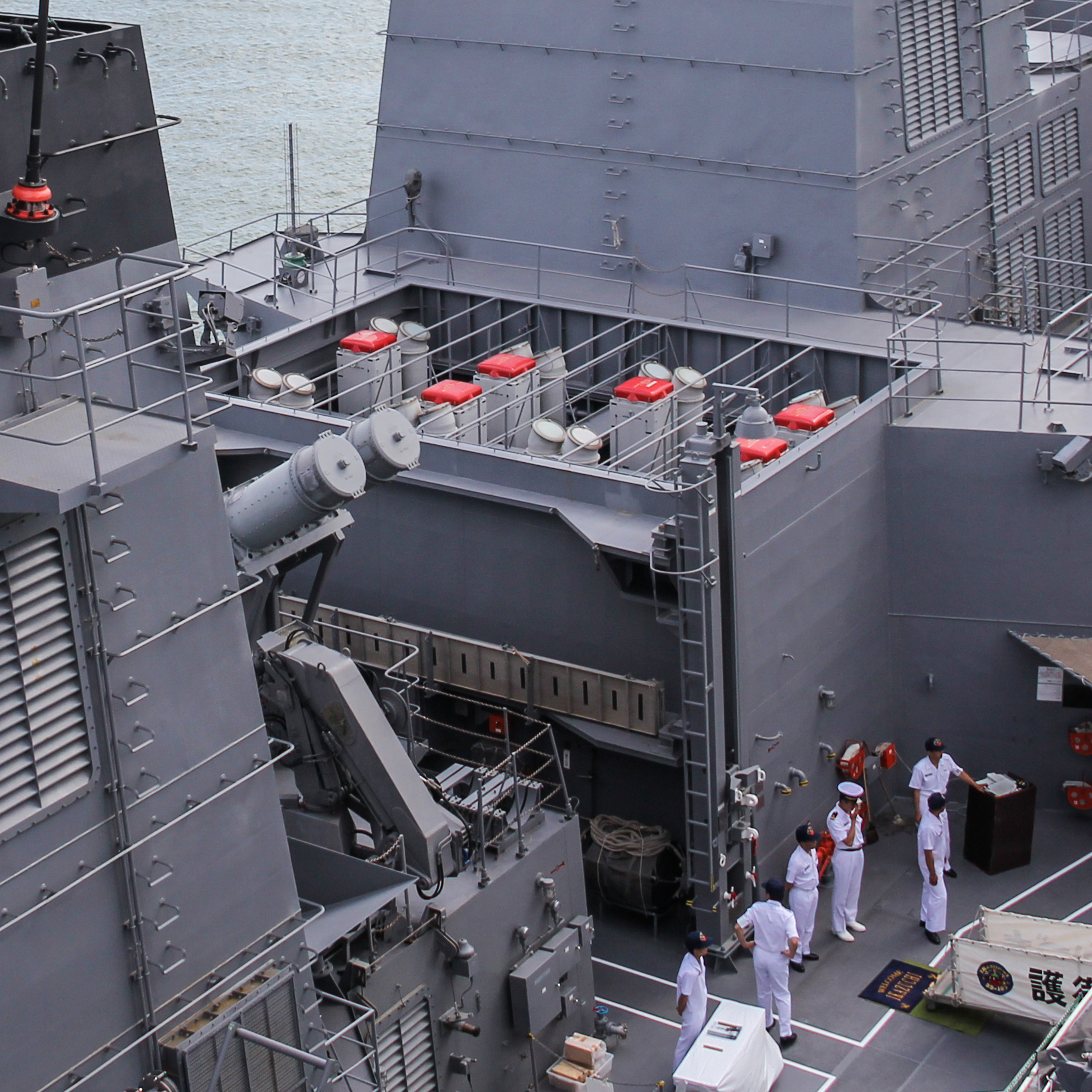
Cận cảnh hệ thống phóng thẳng đứng Mk-48 mod 4 của tàu JDS Ikazuchi (DD-107)

Để đối phó với các mục tiêu trên không, tàu được trang bị hệ thống phóng thẳng đứng Mk-48 mod 4 (16 ống phóng MK-20) trang bị tên lửa hải đối không RIM-162 ESSM. Tên lửa hải đối không RIM-162 ESSM được Tập đoàn Raytheon (Mỹ) hợp tác cùng 10 nước châu Âu phát triển dựa trên cơ sở tên lửa hải đối không RIM-7 Sea Sparrow từ cuối những năm 1990. RIM-162 là hệ thống tên lửa phòng không tầm ngắn - tầm trung tác chiến đa mục tiêu, trong mọi điều kiện thời tiết, được thiết kế để tham gia các nhiệm vụ phòng không trên hạm, tiêu diệt máy bay chiến đấu, trực thăng và các phương tiện bay không người lái của đối phương. Ngoài ra, một đặc điểm quan trọng của RIM-162 là hệ thống này có khả năng phòng thủ rất cao khi hoạt động trong đội hình tác chiến của một hạm đội. Tất cả các mối đe dọa như tên lửa chống hạm, tên lửa hành trình, bom thông minh... đều là mục tiêu đánh chặn của RIM-162.
Tên lửa RIM-162 có kết cấu khá gọn và bao gồm 4 bộ phận: đầu trên là đầu dò radar chủ động xung Doppler với chóp nhọn bảo vệ ở đầu hoạt động trên dải tầng 10 GHz đến 20 GHz; bộ phận thứ hai là đầu đạn nổ phân mảnh (HE) 39 kg với ngòi nổ vô tuyến cận tiếp xúc; bộ phận thứ ba là động cơ nguyên liệu rắn Mk-134 mod 0 giúp RIM-162 có thể đạt vận tốc lên đến Mach 4; bộ phận cuối cùng là đuôi tên lửa dùng để giữ cho tên lửa bay ổn định, phần trên của đuôi được lắp đặt 4 bốn cánh điều hướng có thể tháo lắp và 4 cánh ổn định được lắp ở gần giữa thân. Thiết kế này được giới thiệu là giúp kiểm soát tên lửa tốt hơn trong điều kiện tốc độ cao. RIM-162 có có khối lượng 280 kg, chiều dài 3,66 m; đường kính 0,252 m; tầm bắn 20 km với mục tiêu là tên lửa hành trình đối hạm bay thấp và lên đến 50 km với mục tiêu cỡ lớn như máy bay chiến đấu, tầm cao tối đa là 9 km, tốc độ bắn giữa hai loạt cách nhau là 2 giây.
Nhận diện mục tiêu sẽ được nạp vào tên lửa trước khi phóng, với dữ liệu nhận dạng có thể được cung cấp bởi radar hoặc các hệ thống quan sát quang học. Sau khi được phóng thẳng đứng, RIM-162 được dẫn bằng quán tính độc lập giai đoạn đầu theo thông tin được cung cấp trước đó, ở giai đoạn 2 tên lửa liên tục cập nhật thông tin dữ liệu mục tiêu từ tàu phóng qua kênh liên kết để hiệu chỉnh đường bay và trong giai đoạn cuối nó sẽ kích hoạt radar chủ động để xác định mục tiêu (phương thức "bắn và quên"). Hệ thống điện tử sẽ điều chỉnh nhảy tần số của radar nếu thấy có hiện tượng bị nhiễu và nếu không tìm thấy mục tiêu trong một khoảng thời gian tên lửa sẽ tự hủy hay nhận lệnh tự hủy từ bên ngoài. Việc sử dụng đầu nổ phân mảnh có định hướng giúp điều chỉnh hướng nổ của đầu đạn dựa theo vị trí của mục tiêu trong radar với các tính toán hướng di chuyển của mục tiêu và sẽ phát nổ khi tiến lại gần trong một khoảng nhất định.

### Tên lửa chống hạm SSM-1B Type 90

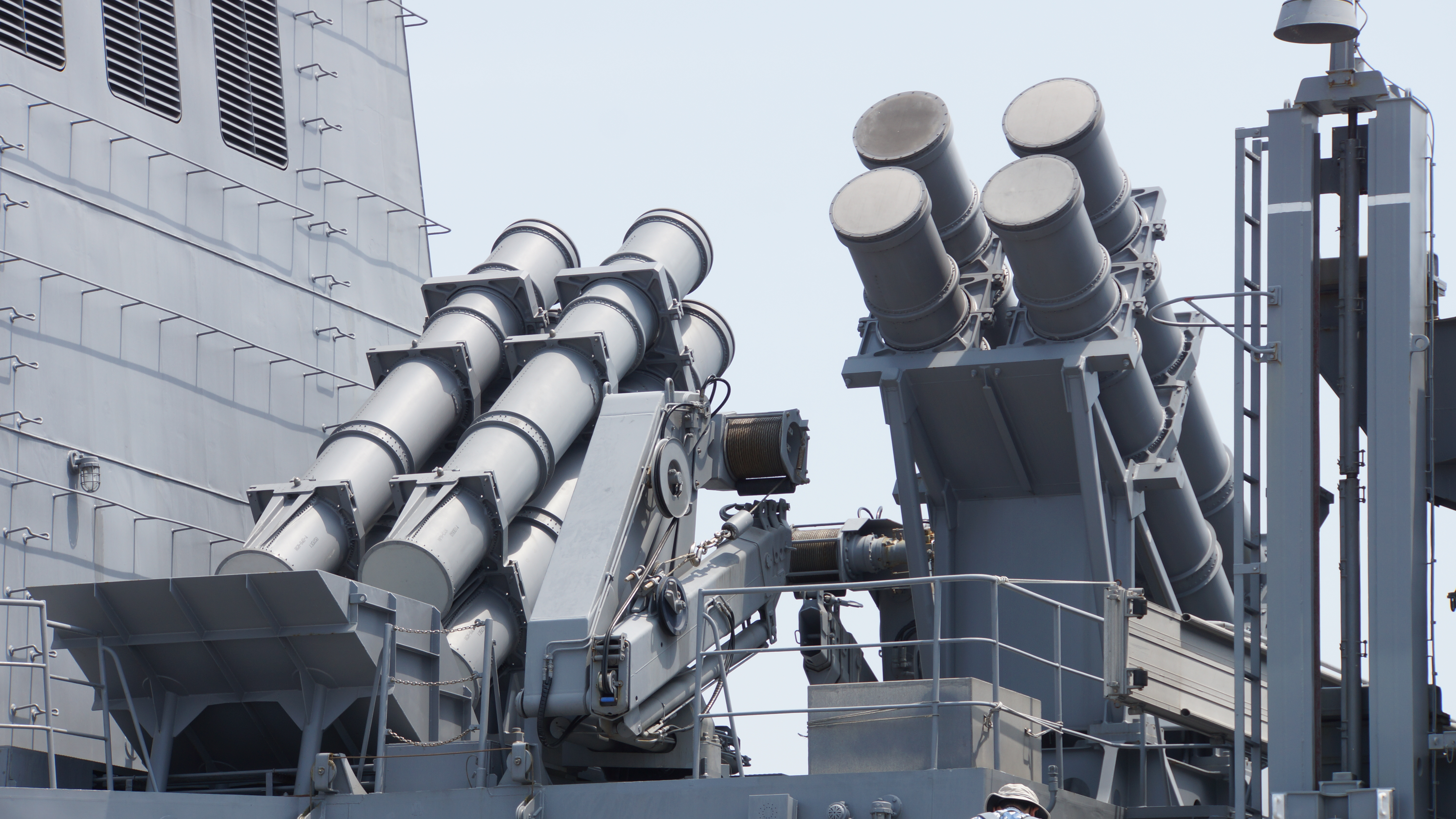
2 bệ phóng tên lửa hành trình chống hạm SSM-1B Type 90 của JS Kirisame (DD-104).

Về vũ khí chống hạm, Murasame được trang bị 2 bệ, mỗi bệ 4 ống phóng kiêm bảo quản dùng cho tên lửa chống hạm SSM-1B Type 90. Bệ phóng được thiết kế nghiêng 45 độ, bố trí ở trung tâm của tàu, phía sau ống khói thứ nhất. SSM-1B Type 90 được MHI phát triển vào năm 1988 và được đưa vào trang bị năm 1992. Type 90 là phiên bản trên hạm của hệ thống phòng thủ bờ biển Type-88. Type 90 có thiết kế khí động học pha trộn giữa tên lửa chống hạm RGM-84 Harpoon của Mỹ và Exocet của Pháp. Tên lửa có 4 vây ổn định lớn hình tam giác ở gần giữa thân hơi xích ra phía sau (sải cánh này lớn hơn so với Harpoon và Exocet) cùng 4 vây lái nhỏ hình tam giác ở đuôi tên lửa.
Type 90 có chiều dài 5,1m, đường kính 0,35m, sải cánh 1,19m, trọng lượng phóng 660 kg. Tên lửa có tầm bắn 200 km mang theo đầu đạn nặng 225 kg, tốc độ hành trình của tên lửa khoảng 1.150 km/h.
Khi tác chiến, tên lửa được đưa ra khỏi ống phóng bằng một động cơ tăng cường nhiên liệu rắn. Sau khi động cơ tăng cường cháy hết, động cơ phản lực Mitsubishi TJM-2 sẽ được kích hoạt để đưa tên lửa hành trình đến mục tiêu. Để có độ linh hoạt cao và tăng khả năng sống sót cho tên lửa hệ thống đẩy vectơ đã được tích hợp vào.
Tên lửa được dẫn hướng kết hợp quán tính ở giai đoạn đầu và giai đoạn giữa, giai đoạn cuối tên lửa sử dụng radar chủ động để tìm và xác định mục tiêu. Nếu không tìm thấy mục tiêu trong một khoảng thời gian tên lửa sẽ tự hủy hay nhận lệnh tự hủy từ bên ngoài. Type-90 có thể bay lướt mặt biển ở độ cao cực thấp và có khả năng bay vòng qua vật cản để đến vị trí mục tiêu. Khi bay ở giai đoạn kiểm tra cảnh giới, nó bay cách mặt biển 15m, ở giai đoạn cuối khi tiếp cận mục tiêu, nó chỉ cách mặt biển 2-3m, việc bay quá thấp như vậy hoàn toàn ‘làm mù" hệ thống radar cảnh giới của đối phương.
Đầu nổ của đầu đạn Type 90 là loại "bán xuyên giáp". Trước tiên, dựa vào năng lượng vận động khi bay, đầu đạn có thể xuyên thủng mạn tàu đối phương, ngòi đầu nổ tên lửa có thể xuyên thủng mạn tàu địch, sau mấy giây xuyên vào trong tàu, ngòi đầu nổ tên lửa lại dẫn nổ, từ đó làm nổ tung đầu đạn có chứa lượng thuốc nổ cực mạnh ngay trong thân tàu, cộng với lượng chất đốt vẫn chưa cháy hết của tên lửa cùng tung ra theo tiến nổ, khiến cả khoang tàu bốc cháy, làm tàu địch bị phá hủy nặng nề. Đường kính lỗ đạn phá có thể rộng đến 10m.
Loại tên lửa này có thể hoạt động trọng mọi điều kiện thời tiết và có khả năng chống nhiễu cao, nếu nó thấy bị nhiễu thì hệ thống điện tử sẽ thực hiện các bước chống nhiễu và nếu thấy không hiệu quả nó sẽ chuyển chế độ ra đa từ chủ động sang bị động dò nguồn gây nhiễu. Trong chế độ này nó sẽ ưu tiên diệt nguồn gây nhiễu trước để các tên lửa sau có thể dò ra mục tiêu cần diệt. Đầu tự dẫn radar kiểu chủ động có thể tự điều chỉnh đường ngắm trúng vào mục tiêu trong mặt phẳng góc + 30o, dẫn tên lửa vào chỗ tập trung mạnh nhất sóng phản xạ từ vỏ tàu mục tiêu về, thường tạo nên "tâm" bề mặt phản xạ của tàu.

## Pháo hạm

### Pháo hạm Mk-75 OTO Melara 76mm/62

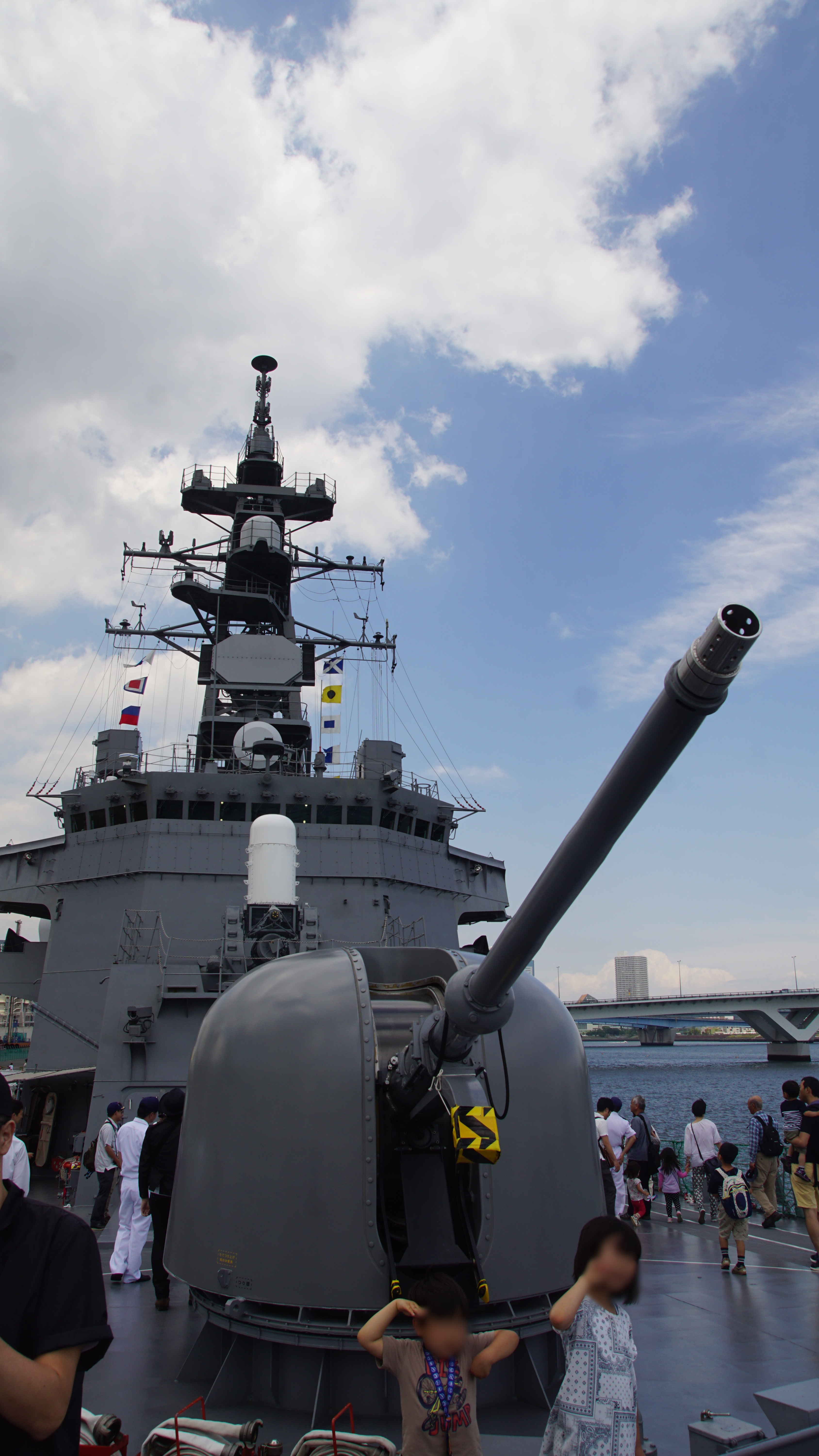
Pháo hạm đa năng Oto Melara MK-75 76mm.

Tàu được trang bị một pháo hạm tự động Mk-75 cỡ nòng 76mm/62 do Công ty Japan Steel Works sản xuất theo giấy phép của Công ty OTO Melara, Italia. Mk-75 có tốc độ bắn nhanh nên chủ yếu được dùng để thực hiện nhiệm vụ tác chiến mặt nước và đối không. Pháo có khối lượng 16,8 tấn, nòng pháo dài 4,7 m, sơ tốc đầu nòng 980 m/s, tốc độ bắn trung bình là 85 viên/phút, ở chế độ bắn nhanh là 120 viên/phút, có khả năng tiêu diệt mục tiêu cỡ nhỏ tầm gần ở cự ly tối đa 16 km và mục tiêu trên không ở tầm bắn lên đến 12 km.
Thành phần của pháo hạm này bao gồm 01 module đơn gắn pháo, 01 hệ thống nạp đạn tự động và các thiết bị hỗ trợ. Pháo được trang bị hai loại đạn là đạn xuyên giáp và đạn nổ phân mảnh. Trong đó, đặc điểm nổi bật nhất chính là đạn ART đường kính 42mm, có hình dạng như một quả rocket với cánh đuôi đứng, nặng 3,4 kg, sử dụng lõi kim loại wolfram được bố trí trong vỏ đạn 76mm và được giữ ở vị trí trung tâm bằng một đế giữ vòng tròn.
Đạn được bố trí thành hình tròn trong ụ pháo, được phủ một lớp nhựa cứng bên ngoài. Pháo còn có hệ thống làm mát bằng nước giúp cho nòng pháo không bị nóng và có thể bắn liên tục được hàng nghìn phát trong một cuộc tấn công. Quá trình ngắm bắn và điều chỉnh góc tà nòng pháo được điều khiển thông qua các hệ thống điện tử tự động, trong khi các hệ thống nạp đạn được điều khiển thủy lực. Khi viên đạn "mẹ" được bắn đi, khí được tích tụ ở phía sau đẩy quả đạn ART bắn ra khỏi nòng pháo bay tới mục tiêu với tốc độ nhanh hơn gấp 1,5 lần so với tốc độ quả đạn thông thường nên độ chính xác cao và hiệu suất tiêu diệt mục tiêu lớn. 

### Hệ thống phòng không tầm gần (CIWS) Mk-15 Phalanx

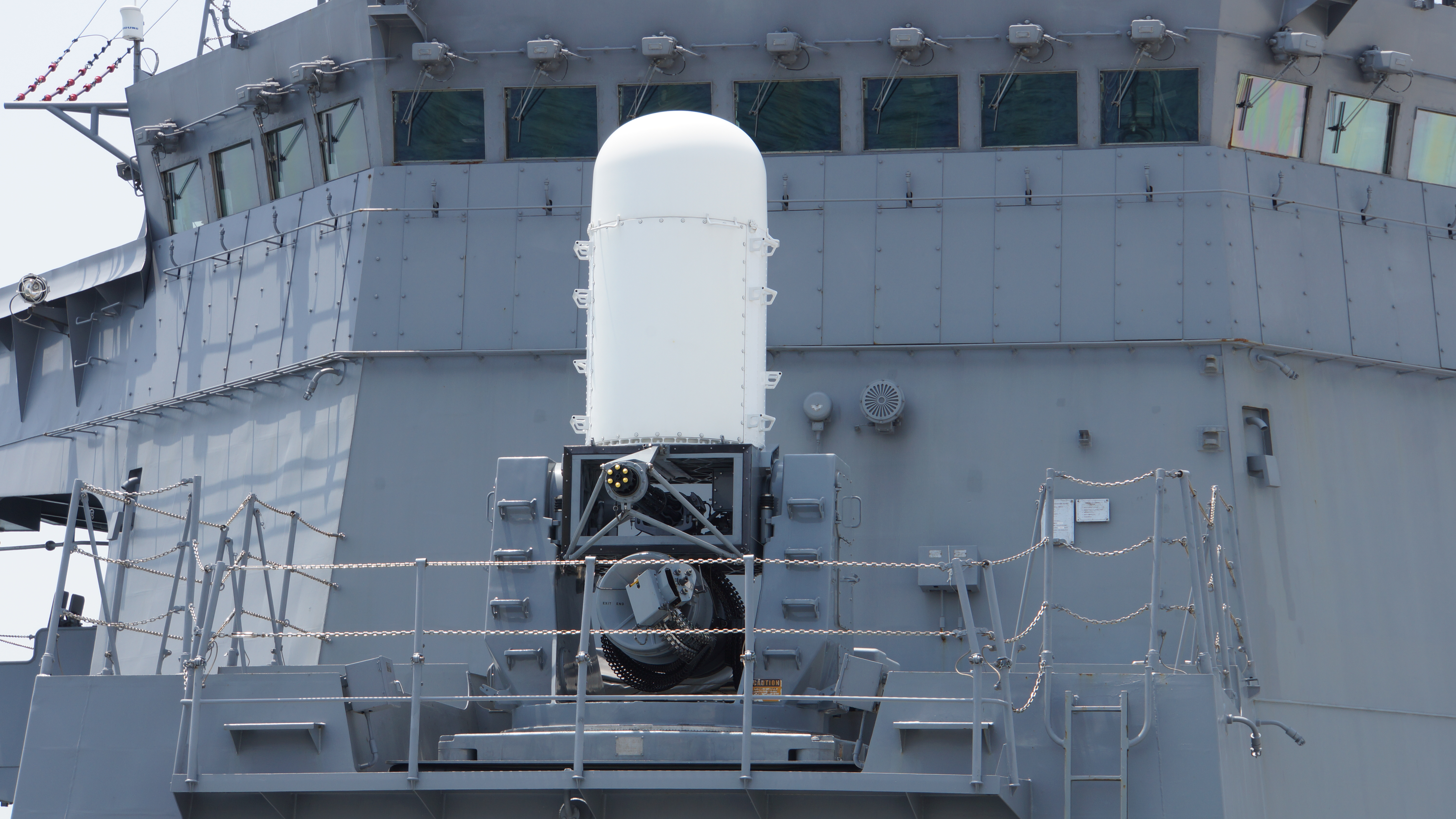
Hệ thống pháo phòng không tầm gần Mk-15 Phalanx CIWS của tàu JDS Kirisame (DD-106)

Hỗ trợ phòng không tầm thấp và đánh chặn tên lửa hành trình là 2 hệ thống pháo phòng không tầm gần Mk-15 Phalanx CIWS. Hoả lực phòng không tầm gần (CIWS) của tàu là hệ thống Mk-15 Phalanx. Mk-15 Phalanx là hệ thống khép kín tích hợp bao gồm pháo, đạn và radar lắp trên 1 bệ duy nhất. Hệ thống được Chi nhánh Pomona thuộc Công ty General Dynamics (nay thuộc Tập đoàn Raytheon) phát triển vào cuối những năm 1960. Hệ thống thử nghiệm lần đầu vào năm 1973, bắt đầu sản xuất hàng loạt năm 1978, đến năm 1980 được đưa vào trang bị. Hệ thống Phalanx gồm pháo 6 nòng bắn nhanh Gatling M61A1 Vulcan cỡ nòng 20mm cùng một radar hoạt động trên băng tầng K.
Trong điều kiện chiến đấu, radar sẽ rà soát bầu trời, xác định các mục tiêu và lọc ra mục tiêu nguy hiểm nhất. Sau khi xác định được mục tiêu, radar điều khiển hỏa lực sẽ tính toán chính xác vị trí của địch để pháo 6 nòng Gatling M61A1 Vulcan khai hỏa. Radar của hệ thống Phalanx CIWS được chế tạo theo công nghệ chỉ điểm khép kín, có khả năng phát hiện máy bay từ cự ly 18 km, tên lửa hành trình có diện tích phản xạ radar 0,1 m² từ khoảng cách 12 km và bám bắt trong tầm 5 km.
Pháo Gatling M61A1 Vulcan được điều khiển bằng điện, tốc độ bắn rất cao, lên đến 4.500 viên/phút, tầm hiệu quả đạt 1.000 - 1.500 m, trong khi tầm bắn tối đa là 3.000 m. Gatling M61A1 Vulcan bắn rất nhanh nên pháo cũng rất nhanh hết đạn, việc nạp đạn phải làm bằng tay, sẽ cần 2 người để thay đạn, mỗi lần thay mất khoảng 5 phút. Hai hộp tiếp đạn bố trí bên hông pháo có sức chứa 500 viên mỗi hộp, tùy theo mục tiêu đường không hay mặt đất mà pháo sẽ bắn ra đạn nổ mảnh hoặc xuyên giáp (thông thường 1 hộp tiếp đạn chứa đạn nổ mảnh trong khi hộp còn lại mang đạn xuyên giáp). Đạn xuyên giáp vỏ tự huỷ (APDS) 20 mm của Mk-15 sử dụng đầu xuyên 15 mm bằng kim loại nặng (wolfram hoặc uran nghèo) được bao quanh bằng một guốc đạn plastic và một phần đáy kim loại nhẹ. Vỏ đạn sau khi bắn sẽ được đẩy ra từ phần dưới của bệ pháo theo hướng về phía trước.
Khi lọt vào tầm bắn của Phalanx CIWS, mọi mục tiêu - từ máy bay, tên lửa, bom hay đạn pháo - đều không thể thoát. Hoạt động hoàn toàn tự động dưới sự giám sát của con người, Phalanx CIWS có thể tiêu diệt mục tiêu ở khoảng cách 3,6 km. Trong một số điều kiện tác chiến, hệ thống Phalanx CIWS còn có thể bắn hạ các mục tiêu trên mặt nước, bao gồm các chiến hạm của đối phương.
Năm 2016, JMSDF đã tiến hành nâng cấp, cải tạo hệ thống Mk-15 Phalanx của các tàu lớp Murasame lên phiên bản Block1B Baseline2.

## Ngư lôi

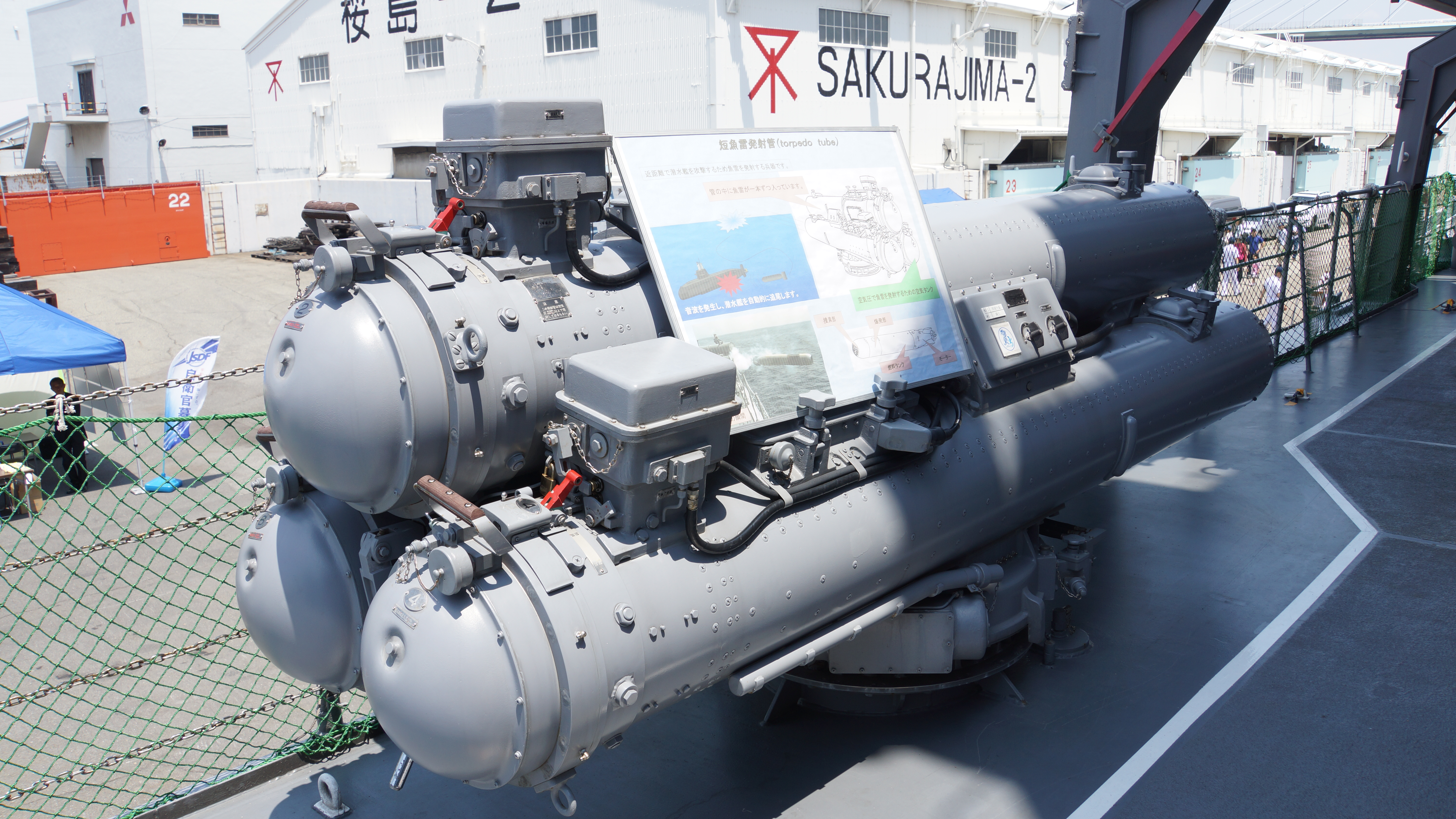
Ống phóng ngư lôi 324mm HOS-302.

Tàu khu trục Murasame được trang bị 2 cụm phóng ngư lôi với 3 ống phóng 324mm HOS-302 sử dụng ngư lôi Mk-46. Hệ thống phóng được thiết kế có khả năng xoay, điều hướng và bắn từ xa (riêng việc bắn có thể thực hiện tại chỗ bằng tay) nhắm tới mục tiêu cần diệt. Các ống phóng được làm từ vật liệu sợi thủy tinh hoặc kim loại, bên trong ống được bọc một lớp sợi thủy tinh để có thể bảo quản ngư lôi trong điều kiện thời tiết khắc nghiệt của Nhật Bản.
Chương trình chế tạo ngư lôi Mk-46 được bắt đầu vào năm 1960 nhằm thay thế cho ngư lôi Mk-44 đã lạc hậu. Ngư lôi Mk-46 chính thức được đưa vào trang bị năm 1967. Ngư lôi Mk-46 có vỏ làm bằng hợp kim nhôm, chiều dài 2,591m, đường kính 0,324m, trọng lượng 230,4 kg, vận tốc hành trình 45 hải lý (83,4 km/h) tầm bắn 11 km, khả năng lặn sâu 455m, hệ thống dẫn đường thủy âm chủ động - thụ động, đầu đạn nổ phá PBXN-103 43,1 kg, đầu nổ tiếp xúc, động cơ phản lực nước chạy điện giúp giảm tối đa độ ồn. Nguồn năng lượng được cung cấp bởi hệ thống ắc quy điện kẽm - bạc (cung cấp năng lượng cho động cơ điện công suất 35 mã lực). Mk-46 được trang bị 2 chân vịt quay ngược nhau.
Ngư lôi Mk-46 được phóng không tái nạp bằng cách nén không khí trong 2 bộ chứa thuốc súng phía sau. Sau khi phóng, ngư lôi được thả bằng dù và bắn sau khi lao xuống nước. Sau đó, Mk-46 bắt đầu tìm kiếm mục tiêu và cơ động theo đường ốc xoắn. Hệ thống dẫn đường có khả năng phát hiện mục tiêu ở cự ly đến 595m. Sau khi phát hiện mục tiêu, ngư lôi bắt đầu lao đến mục tiêu với vận tốc rất nhanh. Trong trường hợp tấn công không thành công, hệ thống dẫn đường cho phép tiến hành tấn công lại.
Ngoài ra, tàu cũng có thể sử dụng các loại ngư lôi khác như Mk-50, Mk-54 hay loại Type 73 (tương đương Mk-46) do Nhật tự phát triển.

## Trực thăng săn ngầm
Đuôi tàu có sàn đáp và nhà chứa cho phép mang theo 2 trực thăng săn ngầm SH-60K Sea Hawk, nhưng thực tế thường chỉ có thể mang được 1 chiếc trong các chuyến hải trình. Trên tàu có các khu vực kỹ thuật liên quan như khoang bảo dưỡng, kho đạn và linh kiện dự trữ cho máy bay trực thăng, đồng thời tàu còn được trang bị hệ thống định vị đường không chiến thuật AN/URN-25 (TACAN).
SH-60K Sea Hawk được Mitsubishi Heavy Industries chế tạo dựa trên cơ sở SH-60J. SH-60K chính thức được đưa vào hoạt động trong biên chế của JMSDF vào tháng 8 năm 2005. Đến năm 2020, đã có 68 chiếc SH-60K được xuất xưởng.
SH-60K có thể bay cách tàu mẹ đến 100 dặm và duy trì trên căn cứ trong vài giờ. Việc liên lạc giữa SH-60K và tàu mẹ được thực hiện bởi hệ thống liên kết dữ liệu ORQ-1/ORQ-1B. Máy bay có thể thực hiện các nhiệm vụ cảnh giới, tìm kiếm và cứu hộ, chỉ thị mục tiêu cho tên lửa, chiến đấu chống hạm, chống ngầm và tác chiến đột kích trong mọi thời tiết.
SH-60K được trang bị sonar nhúng HQS-104, radar mảng pha quét chủ động HPS-104 và hệ thống tác chiến điện tử HLR-108. Bốn mấu cứng của máy bay có thể gắn ngư lôi hạng nhẹ Type 97, bom chống ngầm và tên lửa không đối hải AGM-114M Hellfire II. Ngoài ra, SH-60K còn được trang bị một súng đại liên 7,62mm Type 74.
SH-60K có cánh quạt chính và cánh quạt đuôi bốn lá được chế tạo bằng composite, riêng mép trước và phần đầu của cánh quạt chính sử dụng sợi Kevlar. 2 động cơ dẫn động trục Ishikawa-Harima T700-IHI-402C (sản xuất theo giấy phép của General Electric) công suất 3.400 mã lực được lắp cạnh nhau trên đỉnh cabin với một ống hút không khí ở cạnh bệ quạt và các lỗ thoát khí ở phía sau bệ. Máy bay có tầm bay xa tới hơn 800 km, tốc độ tối đa 240 km/h. Các thùng nhiên liệu bên trong của SH-60K chứa được 2.250 lít. Máy bay có thể dùng được hệ thống tiếp nhiên liệu trên không. SH-60K có thể mang trên 1.800 kg hàng bên trong. Các móc hàng bên ngoài có thể mang lượng hàng lên tới 2.725 kg.

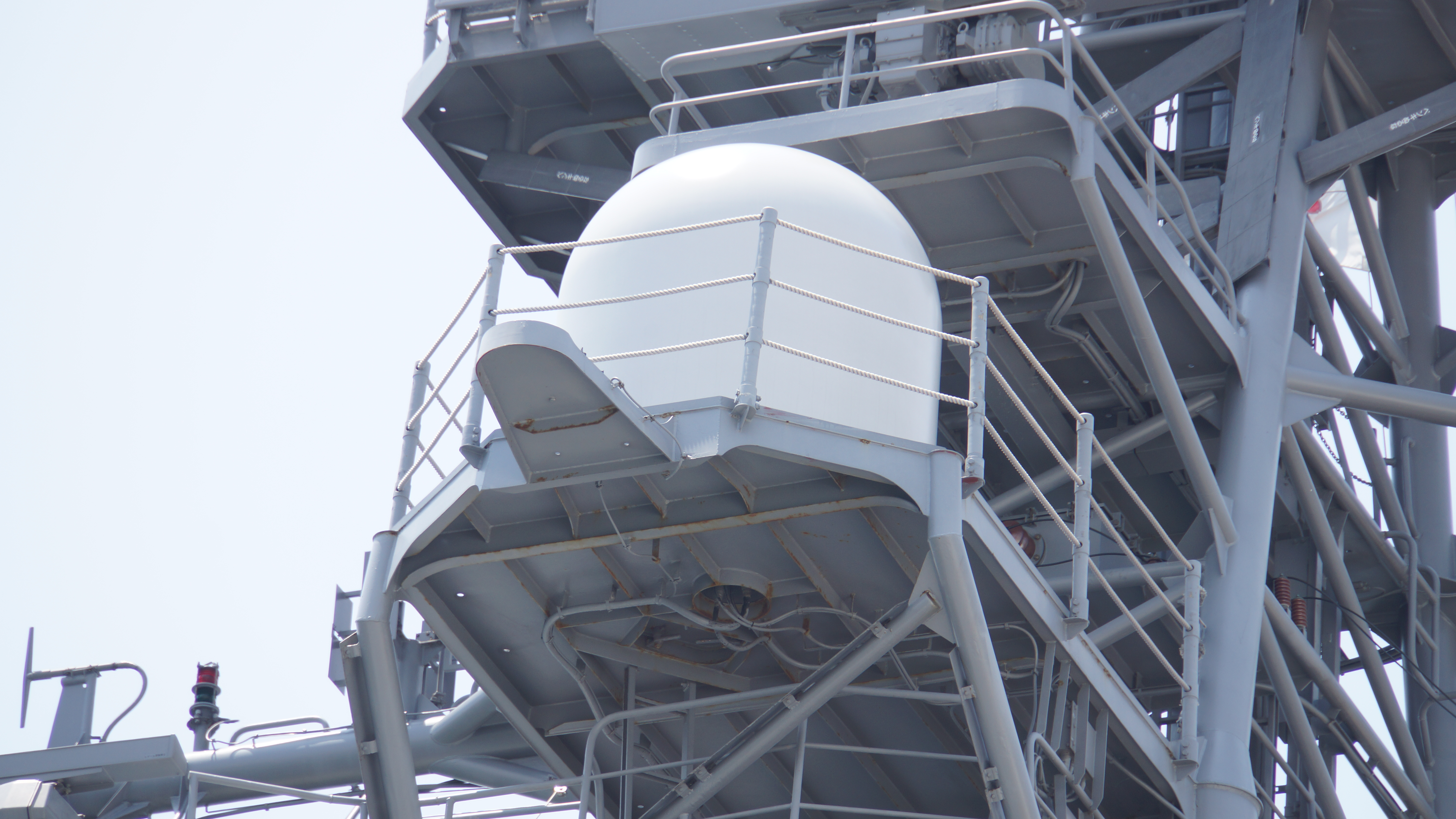
Hệ thống liên kết dữ liệu ORQ-1.
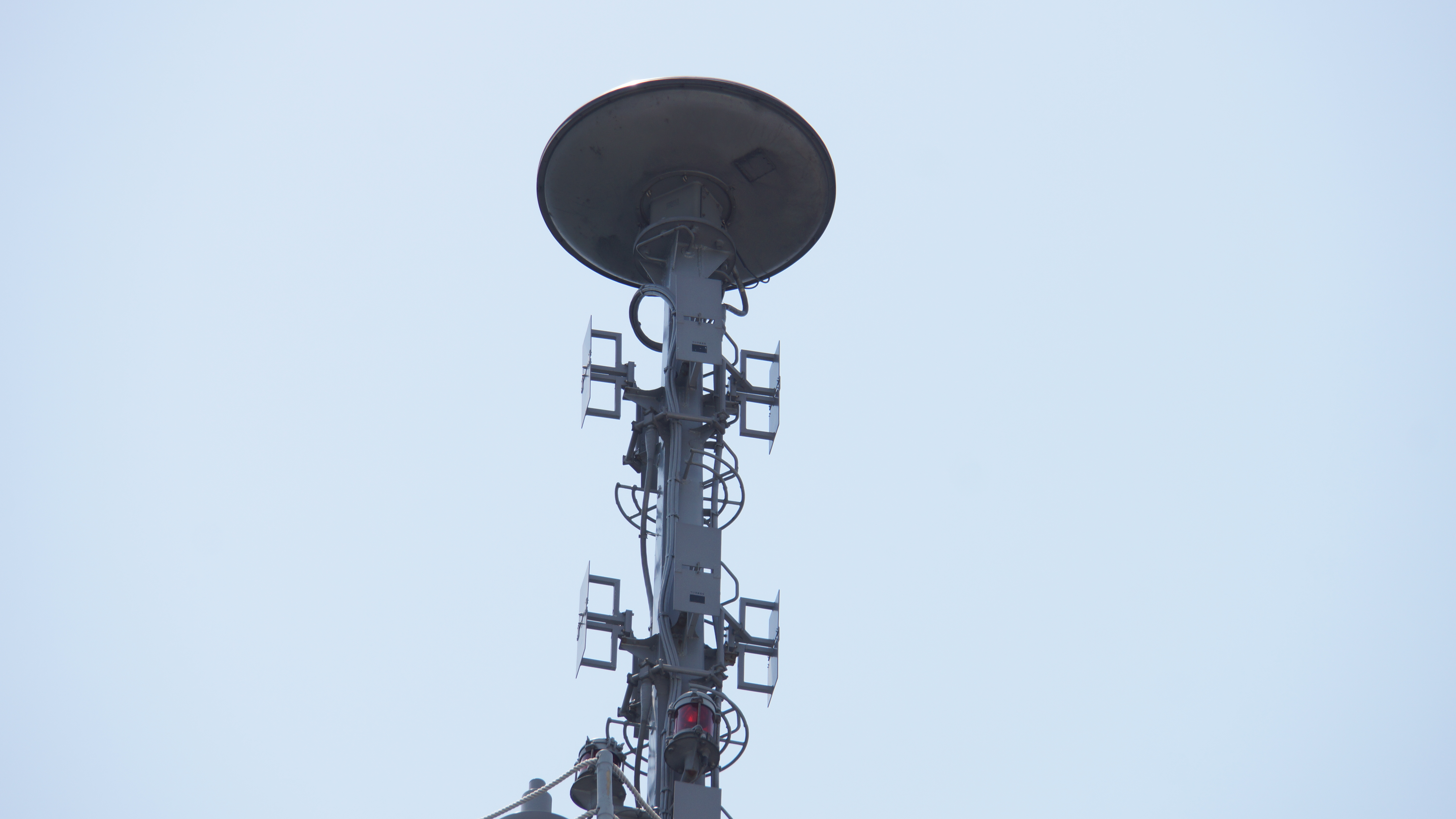
Hệ thống định vị đường không chiến thuật AN/URN-25 (TACAN).
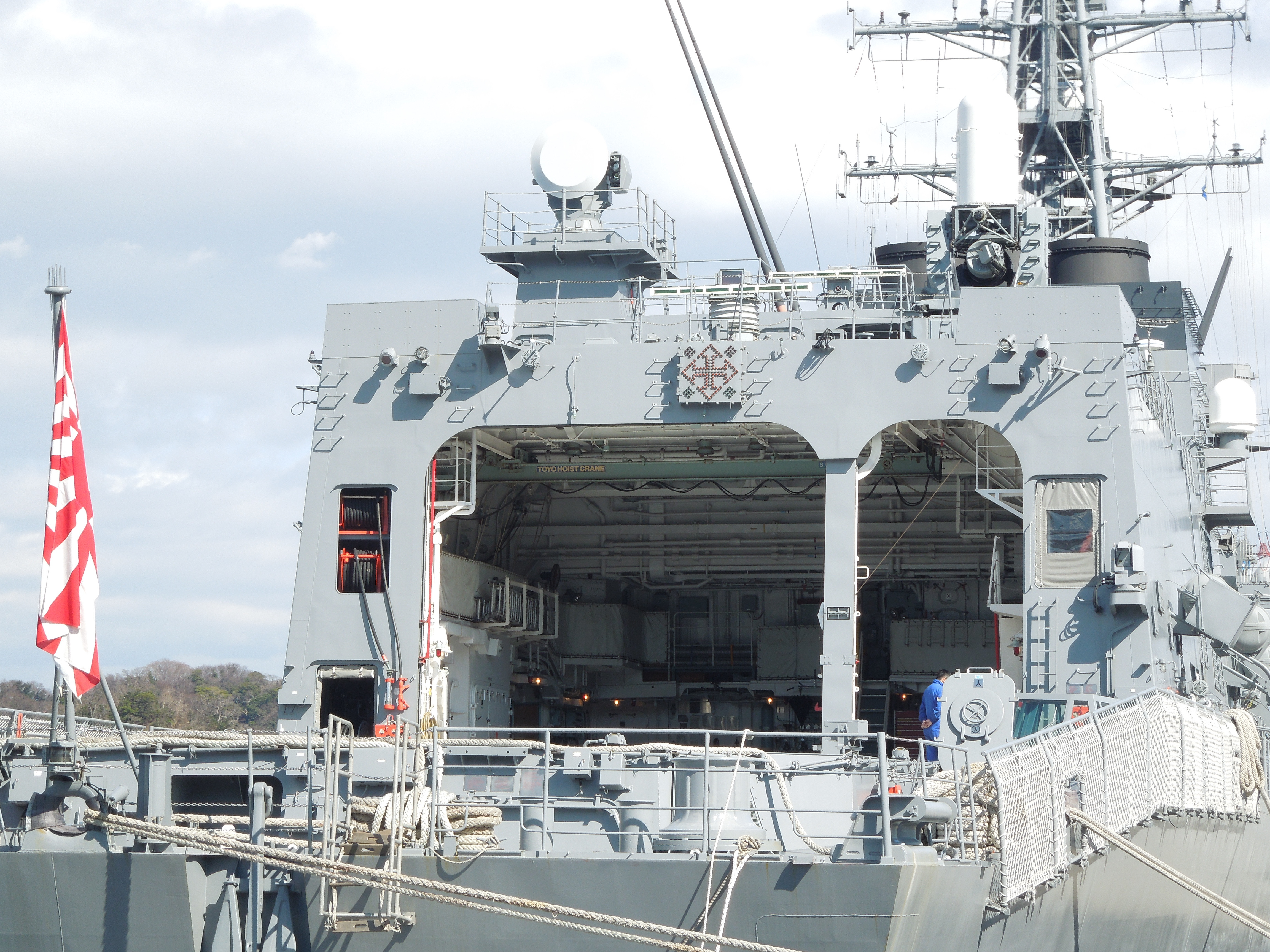
Nhà chứa và sàn đáp trực thăng của JS Murasame (DD-101).
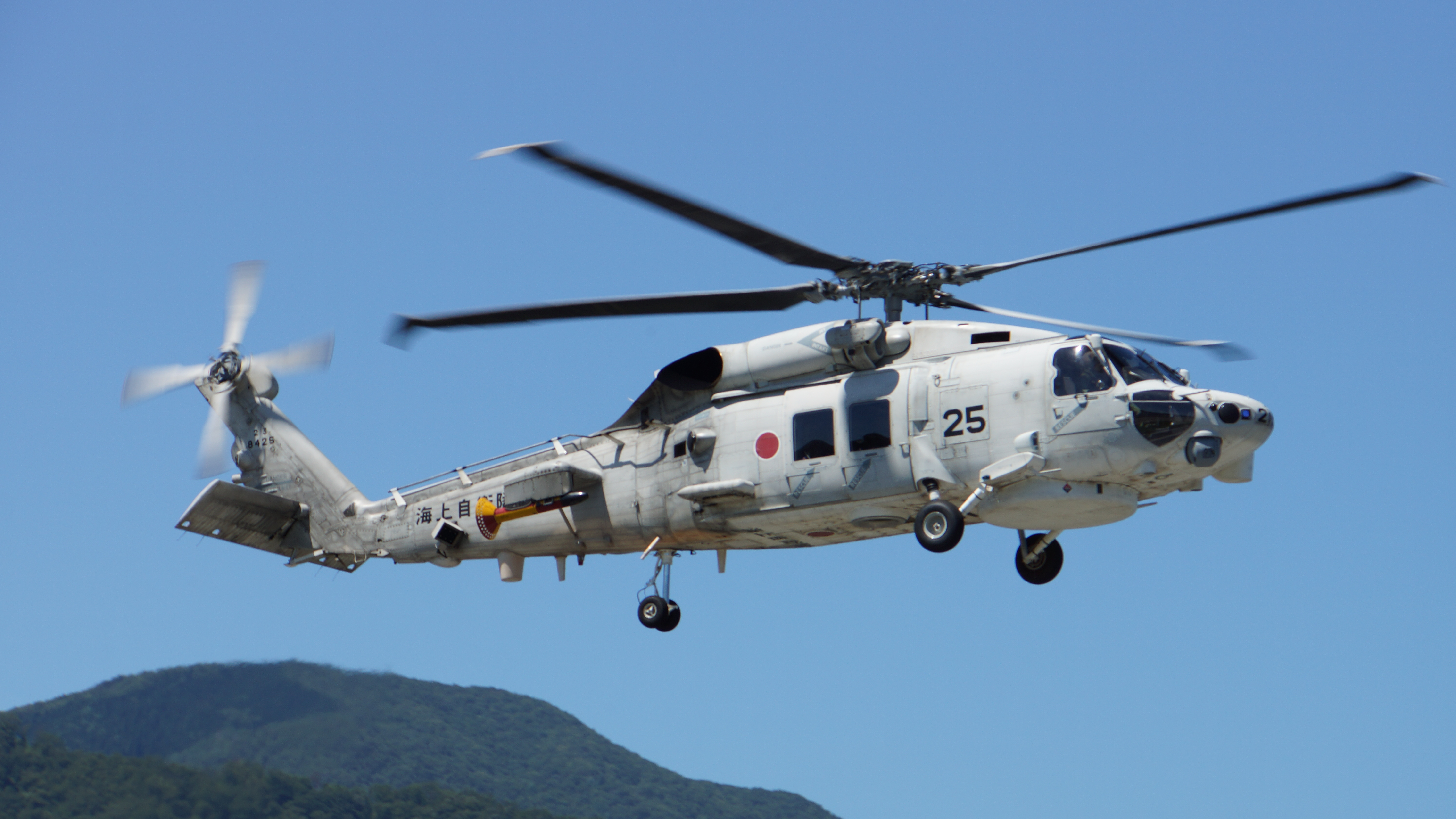
Trực thăng săn ngầm SH-60K Sea Hawk.

## Hệ thống động lực
Tàu khu trục lớp Murasame được trang bị hệ thống động lực kết hợp tuabin khí COGAG (tức là kiểu hệ thống động cơ kết hợp 2 tuabin khí để quay một chân vịt) bao gồm: 2 động cơ tuabin khí Kawashaki Spey SM1C (sản xuất theo giấy phép của Rolls-Royce) công suất 13.000 mã lực, 2 động cơ tuabin khí Ishikawajima Harima LM2500 (sản xuất theo giấy phép của General Electric) công suất 16.500 mã lực, 1 máy phát điện diesel công suất 600 kW và 3 máy phát điện tuabin khí Kawasaki M1A-25 công suất 1.500 kW.
Cách bố trí động cơ được áp dụng theo kiểu của tàu khu trục lớp Asagiri, với hai phòng máy ở phía trước và phía sau. Tuabin khí số 1 (LM2500) và tuabin khí số 2 (SM1C) được lắp đặt trong phòng máy đầu tiên ở phía trước và dẫn động chân vịt bên trái. Tương tự, tuabin khí số 3 (SM1C) và một tuabin khí số 4 (LM2500) được lắp đặt trong phòng máy thứ hai ở phía sau để dẫn động chân vịt bên phải. Do vị trí của động cơ chính, ống khói trước nằm ở bên trái và ống khói sau nằm ở bên phải của tàu, điều này giúp giảm sự xuất hiện có hại của các khí thải nóng lên anten của đài radar định vị và các trang thiết bị điện tử khác. Các động cơ này kết nối với nhau thông qua 3 hộp số và 2 bộ ly hợp cung cấp công suất đầu ra tổng cộng 100.000 mã lực.
Sự kết hợp này giúp tiết kiệm nhiên liệu, giảm tối đa tiếng ồn khi hoạt động, đồng thời, giảm chi phí, kéo dài thời gian giữa 2 lần bảo dưỡng. 4 động cơ tuabin khí của tàu có khả năng chuyển từ trạng thái nguội sang trạng thái công suất cực đại trong vòng 15 phút. Ngoài ra, tàu còn được lắp đặt bộ tản nhiệt tiên tiến giúp giảm đối đa bức xạ hồng ngoại khi hoạt động, nâng cao khả năng tránh các biện pháp dò tìm bằng hồng ngoại của đối phương. Hệ thống động lực này giúp tàu đạt tốc độ tối đa đạt 30 hải lý/h (56 km/h) phạm vi hoạt động 4.500 hải lý, tốc độ hành trình 18shải lý/h, tàu có khả năng hoạt động liên tục 50 ngày trên biển.
Hệ thống động lực COGAG có thời gian hoạt động tới 30.000 giờ trước khi cần đại tu. Để đảm bảo cho các động cơ này hoạt động hiệu quả, những binh sĩ kỹ thuật thuộc JMSDF làm việc dưới khoang máy của tàu phải luôn túc trực 24/24 không lúc nào ngơi việc dù toàn bộ hệ thống trên tàu đều được điều khiển, kiểm soát và giám sát một cách hoàn toàn tự động. Làm việc trong môi trường có tiếng ồn lớn yêu cầu những binh sĩ JMSDF làm việc trong phòng máy trên tàu luôn phải mang theo nút bịt tay để tránh thính giác của mình bị ảnh hưởng, tuy nhiên nút bịt tay này cũng chỉ hạn chế được phần nào tiếng ồn, sau một thời gian dài làm việc trong phòng máy trên tàu phần lớn các binh sĩ đểu bị "nghễnh ngãng" dần dần.
Hầu hết trang thiết bị trên tàu kể cả trong khoang máy cũng đều được tự động hóa và điều khiển qua máy tính hoàn toàn. Hệ thống giám sát sẽ theo dõi sát sao các thông số của hệ thống động cơ, đưa ra các cảnh báo kịp thời để các binh sĩ khắc phục, trong trường hợp một trong các động cơ gặp sự cố, bộ ly hợp cho phép ngắt hoạt động của động cơ để tiến hành sửa chữa mà không ảnh hưởng đến khả năng hoạt động của tàu. Dù được tự động hóa khá nhiều, tuy nhiên công việc chính của những binh sĩ kỹ thuật lại là bảo dưỡng các thiết bị trên tàu để đảm bảo chúng hoạt động với hiệu suất cao nhất. Với một hệ thống lớn tới 4 động cơ và 30 tuabin khí, các binh sĩ kỹ thuật phục vụ trong khoang máy trên các tàu khu trục lớp Murasame thường ít khi được ngơi tay.
Bảo dưỡng các chi tiết nhỏ là công việc khó khăn hơn cả dù không cần phải chui rúc vào những góc nóng nực chật hẹp của khoang máy nhưng các binh sĩ kỹ thuật lại phải đảm bảo được độ chính xác cao và yêu cầu thêm cả sự khéo léo nữa. Các chi tiết nhỏ trên tàu có thể là các hệ thống cảm biến, các hệ thống chíp điều khiển của các thiết bị máy tính.

## Danh sách
| Số hiệu | Tên      | Đặt lườn   | Hạ thủy    | Đưa vào biên chế | Đóng quân |
| ------- | -------- | ---------- | ---------- | ---------------- | --------- |
| DD-101  | Murasame | 18/08/1993 | 23/08/1994 | 12/03/1996       | Yokosuka  |
| DD-102  | Harusame | 11/08/1994 | 16/10/1995 | 24/03/1997       | Sasebo    |
| DD-103  | Yudachi  | 18/03/1996 | 19/08/1997 | 04/03/1999       | Ominato   |
| DD-104  | Kirisame | 03/04/1996 | 21/08/1997 | 18/03/1999       | Sasebo    |
| DD-105  | Inazuma  | 08/05/1997 | 09/09/1998 | 15/03/2000       | Kure      |
| DD-106  | Samidare | 11/09/1997 | 24/09/1998 | 21/03/2000       | Kure      |
| DD-107  | Ikazuchi | 25/02/1998 | 24/06/1999 | 14/03/2001       | Yokosuka  |
| DD-108  | Akebono  | 29/10/1999 | 25/09/2000 | 19/03/2002       | Sasebo    |
| DD-109  | Ariake   | 18/05/1999 | 16/10/2000 | 06/03/2002       | Sasebo    |